# Nepenthes micramphora
Nepenthes micramphora este o specie de plante carnivore din genul Nepenthes, familia Nepenthaceae, ordinul Caryophyllales, descrisă de V.B. Heinrich, S. Mcpherson, Gronem. și V.B. Amoroso. Conform Catalogue of Life specia Nepenthes micramphora nu are subspecii cunoscute.

## Galerie de imagini

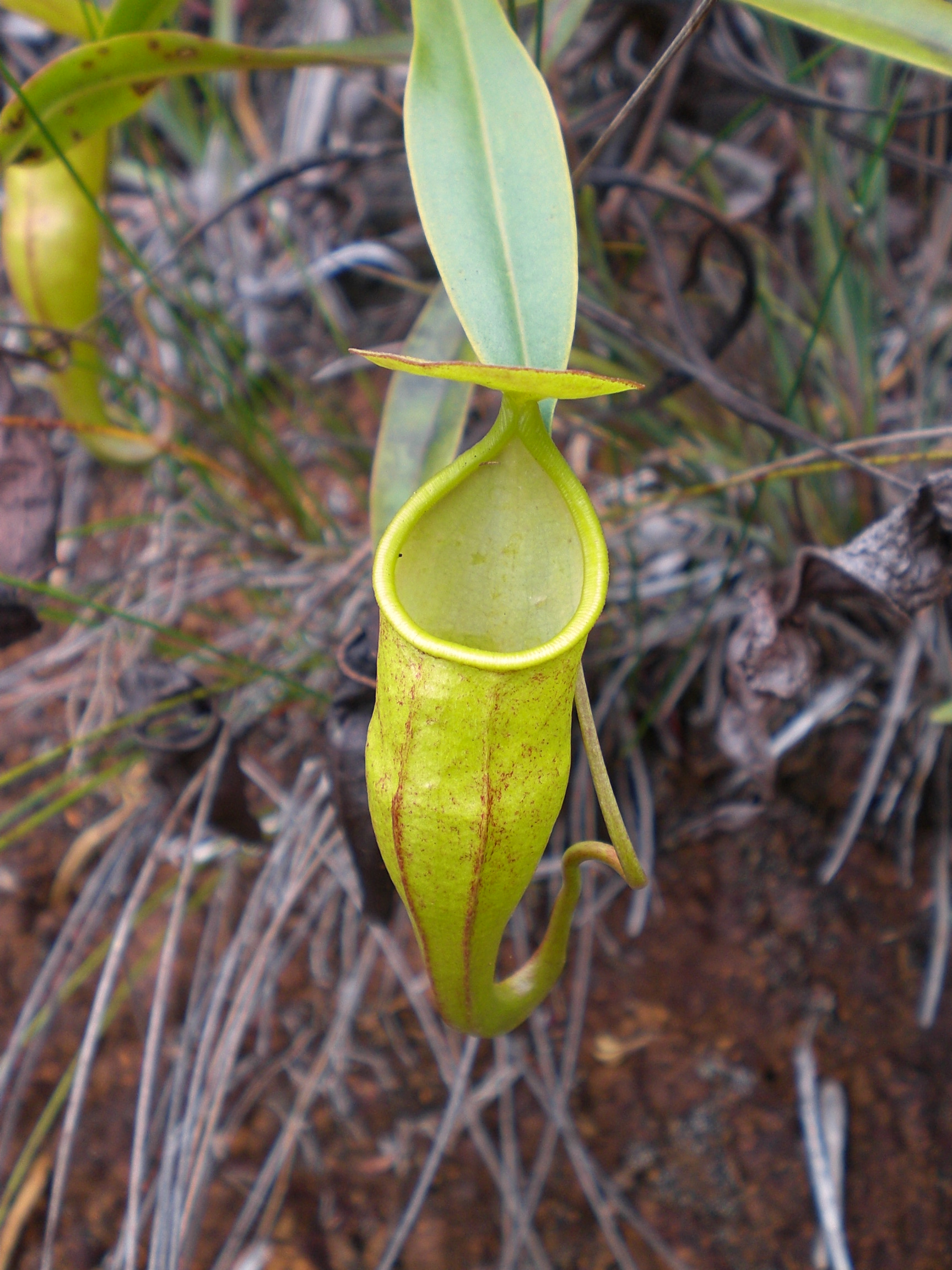
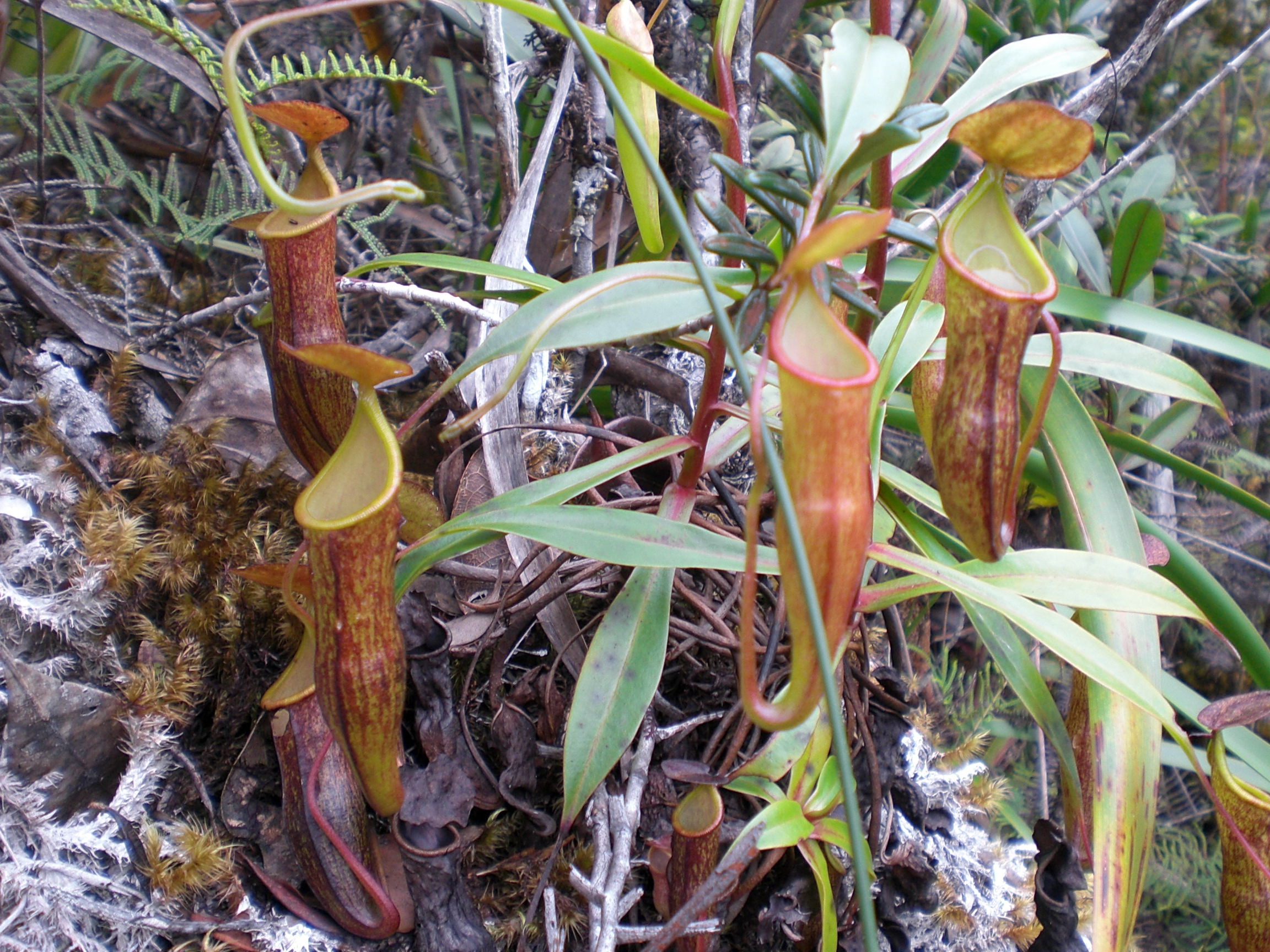
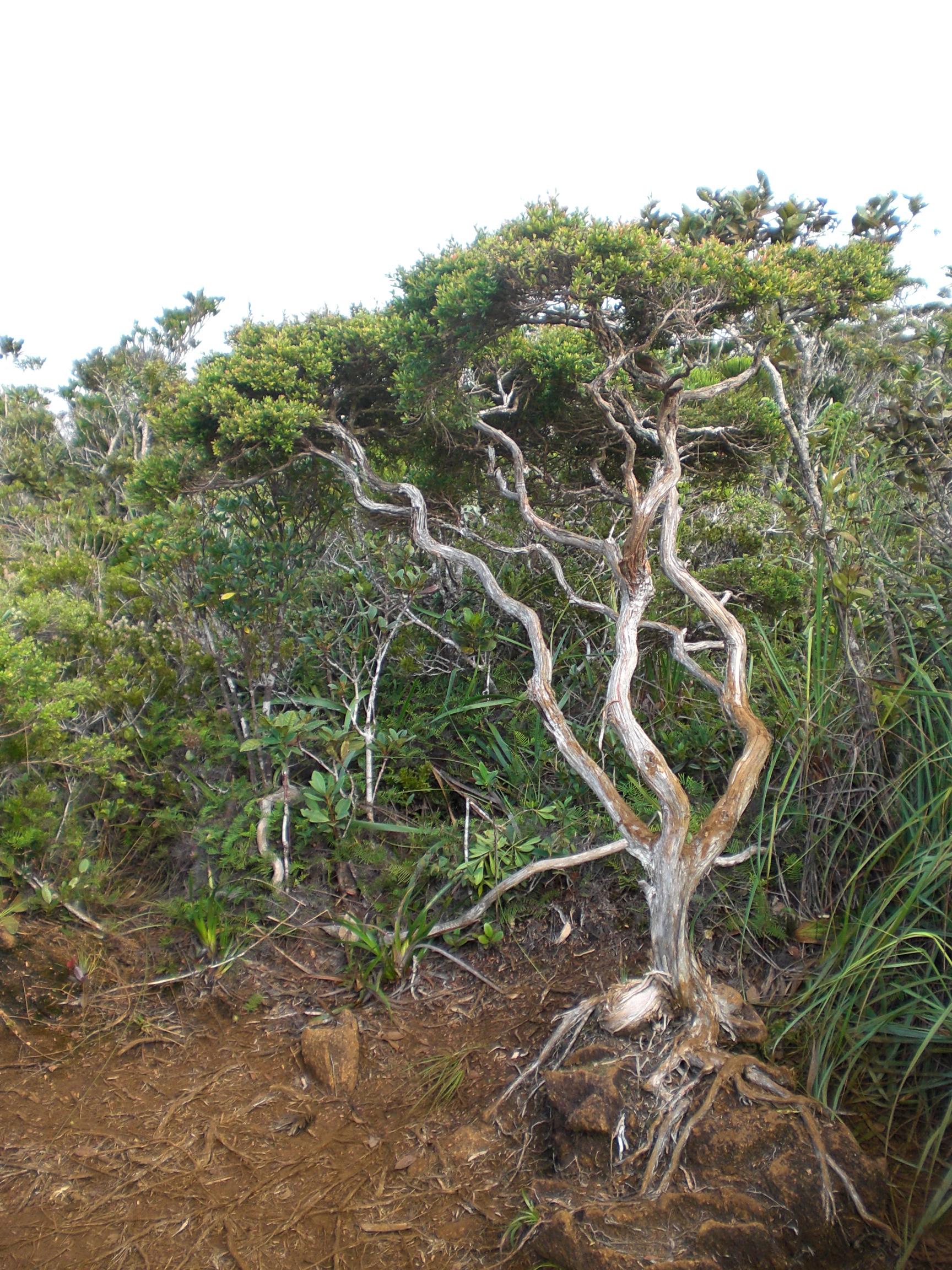
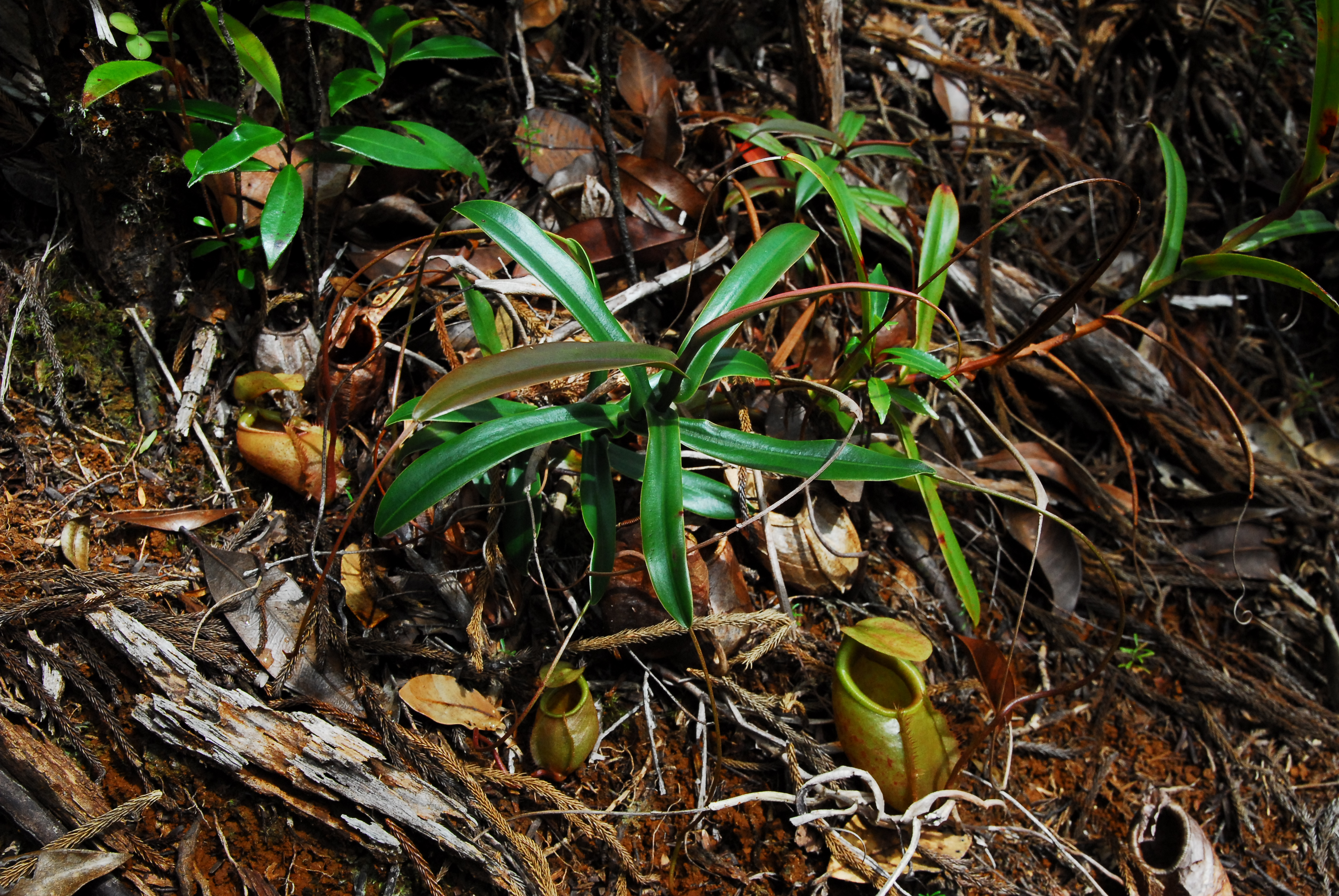